# Edna Payne
Edna Payne (New York, 5 dicembre 1891 – Los Angeles, 31 gennaio 1953) è stata un'attrice statunitense.

## Biografia
Figlia di attori, Edna Payne nacque in un baule, mentre i suoi viaggiavano per il paese. Piccolina, dai capelli castani e con gli occhi blu, fin da bambina prese parte agli spettacoli dei genitori. Quando ebbe vent'anni, trovò lavoro come attrice cinematografica, passando così dal vaudeville allo schermo. Nel 1911, debuttò in un western.
Girò alcuni film diretta da Harry Solter, un regista che all'epoca lavorava alla Lubin Manufacturing Company.  Dal 1911 al 1917, l'attrice prese parte a 67 pellicole, spesso in ruoli da protagonista. Passò a lavorare per piccole compagnie, con produzioni a basso budget.
Già nel 1916 aveva diradato le sue apparizioni sullo schermo che lasciò definitivamente l'anno seguente dopo il matrimonio. Sposata nel 1917 all'attore Jack Rollens, divorziò da lui nel 1925.

## Morte
Edna Payne morì a Los Angeles nel 1953, all'età di 61 anni. È sepolta all'Hollywood Forever Cemetery, a Hollywood, con il nome Edna Payne Rollens.

## Filmografia
La filmografia è completa. Quando manca il nome del regista, questo non viene riportato nei titoli
- The Indian's Sacrifice (1911)
- Higgenses Versus Judsons, regia di Harry Solter  (1911)
- During Cherry Time, regia di Harry Solter (1911)
- The Story of Rosie's Rose, regia di Harry Solter (1911)
- A Mexican Courtship, regia di Wilbert Melville  (1912)
- The Revolutionist (1912)
- A Romance of the Border  (1912)
- The Halfbreed's Treachery  (1912)
- A Western Courtship, regia di Romaine Fielding (1912)
- The Ranger's Reward  (1912)
- The Renegades  (1912)
- A Girl's Bravery  (1912)
- The Moonshiner's Daughter  (1912)
- Gentleman Joe, regia di George Nichols (1912)
- Juan and Juanita  (1912)
- The Water Rats, regia di Oscar Eagle  (1912)
- The Silent Signal  (1912)
- Kitty and the Bandits  (1912)
- The Bravery of Dora  (1912)
- The Mexican Spy  (1913)
- Private Smith   (1913)
- The Price of Jealousy, regia di Wilbert Melville (1913)
- Down on the Rio Grande   (1913)
- The Higher Duty  (1913)
- The Engraver, regia di Francis J. Grandon (1913)
- The Other Woman (1913)
- The Heart of Carita, regia di Webster Cullison  (1914)
- Into the Foothills, regia di Webster Cullison  (1914)
- The Caballero's Way, regia di Webster Cullison  (1914)
- Whom God Hath Joined, regia di Webster Cullison  (1914)
- The Stirrup Brother; or, The Higher Abdication, regia di Webster Cullison  (1914)
- The Blunderer's Mark, regia di Webster Cullison (1914)
- Dead Men's Tales, regia di Webster Cullison (1914)
- The Renunciation, regia di Webster Cullison (1914)
- The Price Paid, regia di Webster Cullison (1914)
- Bransford in Arcadia; or, The Little Eohippus, regia di Webster Cullison (1914)
- The Jackpot Club, regia di Webster Cullison (1914)
- The Aztec Treasure, regia di Webster Cullison (1914)
- Fate's Finger (1914)
- The Line Rider, regia di Webster Cullison (1914)
- The Squatter, regia di Webster Cullison (1914)
- The Mystery of Grayson Hall
- The Return, regia di Webster Cullison (1914)
- At the Crucial Moment, regia Webster Cullison (1914)
- The Ghost of the Mine (1914)
- The Girl Stage Driver, regia di Webster Cullison (1914)
- The Jewel of Allah (1914)
- Within an Inch of His Life, regia di Webster Cullison (1914)
- The Lone Game, regia di Webster Cullison (1915)
- The Thief and the Chief, regia di Webster Cullison (1915)
- Lure of the West, regia di Webster Cullison (1915)
- The Oath of Smoky Joe, regia di Webster Cullison (1915)
- Saved by Telephone, regia di Webster Cullison (1915)
- The Long Shift, regia di Webster Cullison (1915)
- Shadows of the Harbor, regia di Webster Cullison (1915)
- Avarice (1915)
- The Little Band of Gold, regia di Webster Cullison (1915)
- Man and the Outlaw, regia di Frank Beal (1915)
- Brand Blotters, regia di Webster Cullison (1915)
- The Sheriff of Red Rock Gulch, regia di Murdock MacQuarrie (1915)
- The Fool's Heart (1915)
- The $50,000 Jewel Theft, regia di Murdock MacQuarrie (1915)
- The Flag of Fortune, regia di Murdock MacQuarrie (1915)
- The Trap That Failed, regia di Murdock MacQuarrie (1915)
- The Sacrifice of Jonathan Gray, regia di Murdock MacQuarrie (1915)
- Colonel Steel, Master Gambler, regia di Murdock MacQuarrie (1915)
- Babbling Tongues, regia di Murdock MacQuarrie (1915)
- The Dawn Road, regia di Joseph Franz (1916)
- The Fatal Introduction, regia di Murdock MacQuarrie (196)
- John Osborne's Triumph, regia di Murdock MacQuarrie (1917)